# Andefotografering

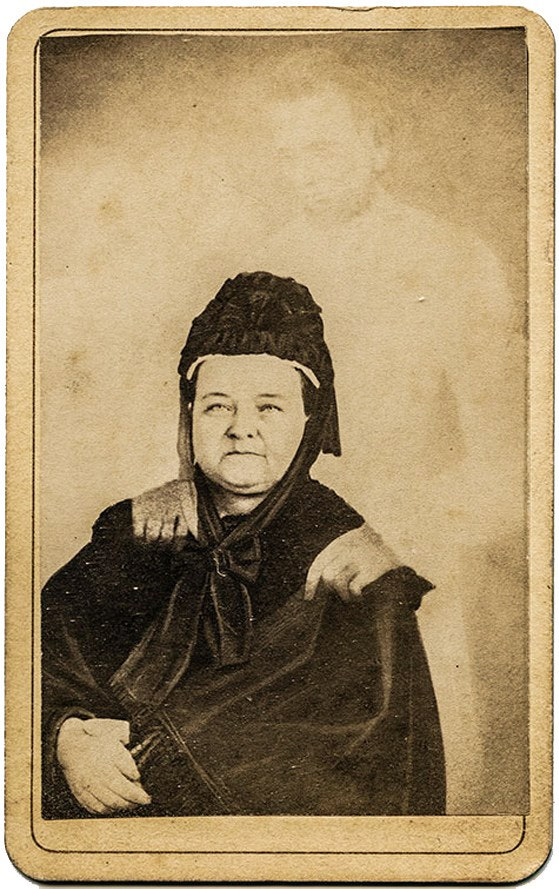
Ett av William H. Mumlers mest kända fotografier, som påstås visa Mary Todd Lincoln tillsammans med anden av sin avlidna man Abraham Lincoln.

Andefotografering är fotografering som påstås visa spöken eller andra andeväsen. Från slutet av 1800-talet till början av 1900-talet var det vanligt att andefotografering  användes av spiritistiska medium och åsikterna om bildernas äkthet var delade.

## Historia
Den amerikanska fotografen William H. Mumler var på 1860-talet först med andefotografering. Mumler upptäckte tekniken av en slump när det syntes ytterligare en person i ett fotografi som han tagit på sig själv, något som han insåg berodde på dubbelexponering. Han förstod att det fanns en marknad för detta och började arbeta som medium. Han fotograferade människor och lade till bilder på avlidna nära och kära på negativen, ofta med andra fotografier som utgångspunkt. Mumlers bedrägeri upptäcktes slutligen då han placerat identifierbara levande personer i bilderna som andar.
Efter William H. Mumler började allt fler andefotografer sälja bilder. Från 1880-talet till början av 1920-talet fortsatte andefotografering vara populärt, med förespråkare såsom Arthur Conan Doyle och William Crookes. William Stainton Moses, en annan spiritist, hävdade att andefotograferingen styrdes genom en flytande substans som kallas ektoplasma i vilken andarna tar form. Några spiritister skrev böcker som stödde andefotografering, till exempel  Chronicles of the Photographs of Spiritual Beings and Phenomena Invisible to the Material Eye av Georgiana Houghton (1892) och Photographing the Invisible av James Coates (1911).

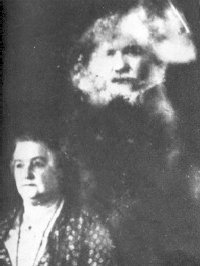
En andefotografi taget av William Hope

En av de senare andefotograferna var William Hope (1863-1933). Forskaren Harry Price lyckades avslöja att Hopes fotografier var bedrägerier genom att i hemlighet märka Hopes fotografiska plåtar. Trots att Hope skapade flera bilder av andar så innehöll ingen märkningen, vilket visade att han hade bytt ut plåtarna mot förberedda plåtar med falska andebilder. I sin bok Fifty Years of Psychical Research, noterade Price många andefotografer som avslöjats som bedragare. Price som hade tillbringat större delen av sitt liv åt att studera psykiska fenomen skrev att "Det finns inget bra bevis på att en andefotografi någonsin har producerats."
Tros avslöjandet behöll William Hope fortfarande en trogen skara spiritister som trodde på honom, såsom Charles Lakeman Tweedale författare till Man's Survival After Death (1920) samt författaren och spiritisten Arthur Conan Doyle, som vägrade att acceptera något bevis för att Hope var en bluff och gjorde stora ansträngningar för rentvå hans namn, bland annat genom att skriva en bok som stöder andefotografering, The Case for Spirit Photography (1922).